# 俄勒冈小径纪念半美元
俄勒冈小径纪念半美元（英語：Oregon Trail Memorial half dollar）是美国铸币局1926至1939年间断生产的50美分纪念币，詹姆斯·厄尔·弗雷泽和劳拉·加丁·弗雷泽夫妇设计，纪念十九世纪中期沿俄勒冈小径前往美国太平洋海岸地区定居的先辈。纪念币多次补发，好些年的产量都很少，新品种层出不穷。钱币收藏爱好者认为此举无异欺诈并强烈抗议，最终导致美国连续数十年没有再发行纪念币。
1852年，俄亥俄州人士以斯拉·米克拖家带口经过小径，他长寿的一生有二十年在呼吁世人不要忘记俄勒冈小径，直至1928年以97岁高龄谢世。1926年，95岁的米克来到联邦参议院，向委员会请求授权政府发行纪念币，销售获利用于安装路标，显示历史上的小径位置。纪念币源于爱达荷州人士米妮·霍华德医生的构想，打算用于筹资进一步维护霍尔堡，米克把理念发扬光大。国会的授权发行量高达六百万枚，而且没有限制发行年份或由哪些铸币分局生产。米克设立的俄勒冈小径纪念协会在1926年订购十余万枚，但未能全部卖出。1933至1939年，协会基本每年都订购少量纪念币，部分年份甚至三家铸币分局都生产，借助各分局的不同铸币标记形成大量品种，市场价格显著攀升。
收藏家谴责钱币经销商将部分品种完全垄断，以此操纵市场牟取暴利。公众情绪高涨，促使国会在1939年为纪念币发行划上句点。俄勒冈小径纪念协会的销售业绩不佳，后继组织直到1953年还有半美元库存。授权发行六百万枚，实际生产的共计26万余枚，其中又有约六万退回铸币局熔毁。俄勒冈小径半美元是美国历史上发行周期最长的纪念币，设计图案广受好评。

## 背景
19世纪中期，第一條橫貫大陸鐵路尚未建成，数以十万计的居民沿俄勒冈小径前往美国西海岸地区定居。在这样的小路上长途跋涉，艰难险阻可想而知，许多人未能抵达目的地，据估计有两万人在无名墓地长眠。

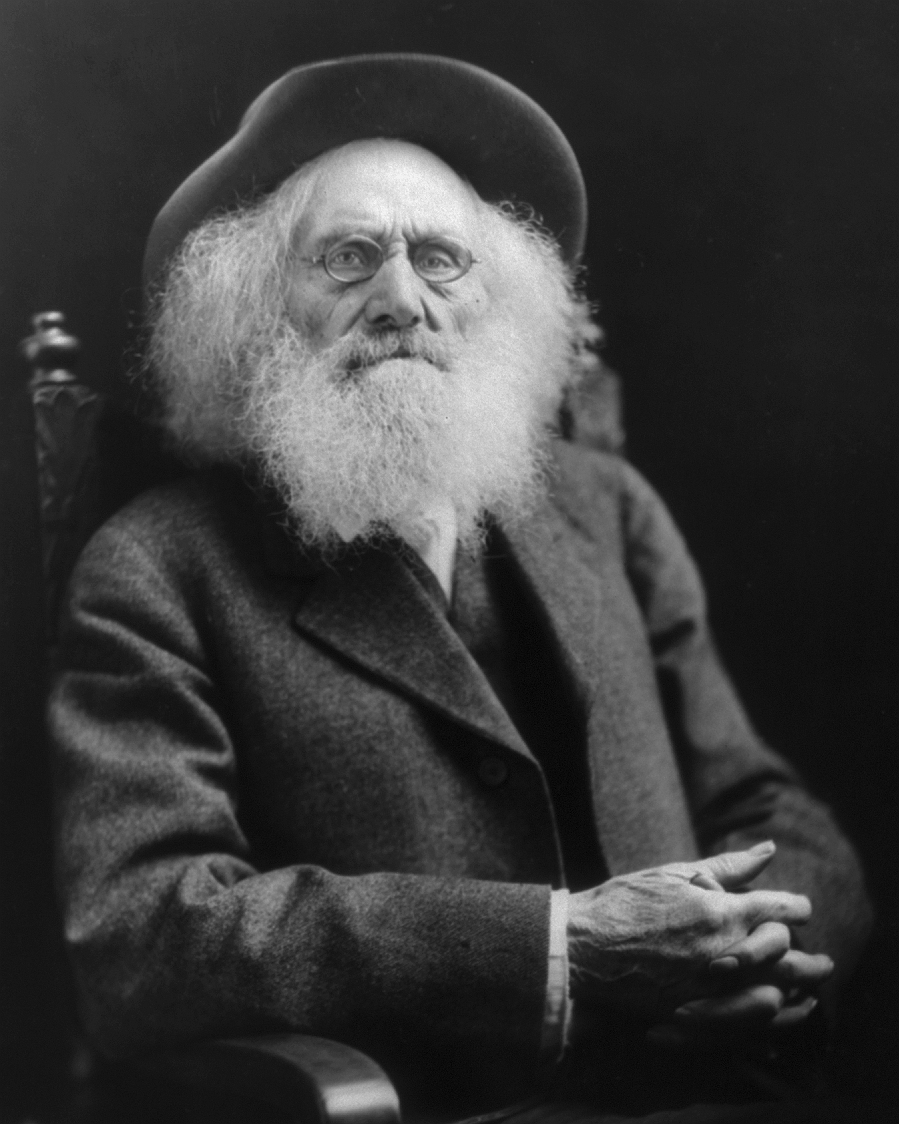
1921年已是鲐背之年的以斯拉·米克

以斯拉·米克（1830至1928年）生于俄亥俄州，1852年就拖家带口从爱荷华州乘坐牛力篷车经俄勒冈小径抵达俄勒岡領地。年势渐长后，他担心后人会遗忘这条路，遗忘途中无数人包括生命在内的牺牲。1906至1908年，米克沿小径寻找半个多世纪前他和家人走过的道路，以最后一批西部开拓先锋幸存者之名获得大量媒体宣传。小径部分路段已经融入城镇和农场，但米克仍然力图找到昔日路线，想在这些地方竖立历史地标。他驾驶牛车巡回全美宣传保护俄勒冈小径，把车停在白宫门外与西奥多·罗斯福见面，还驾车穿过纽约布魯克林大橋。1910年，他驾牛车参与帕萨迪纳的玫瑰花车游行。随后十余年间，他乘牛车、汽车继续在俄勒冈小径行进，1924年还以93岁高龄乘飞机从上空经过，努力推动人们纪念小径，甚至寻求联邦政府认可和资助。

## 构想和立法
俄勒冈小径纪念半美元源于爱达荷州人士保护霍尔堡的构想，该堡曾是小径的重要中途站。1925年国会授权发行石山纪念半美元，爱达荷州报纸出版商墨菲的夫人梅贝尔灵光一闪，告诉丈夫可以建议发行俄勒冈小径纪念币，销售利润用于保护历史遗迹。丈夫从善如流，于1925年4月16日在《爱达荷州报》发表题为《俄勒冈小径篷车半美元》的社论。墨菲夫人因肺结核于1925年11月30日撒手人寰，没能亲眼看到纪念币问世。
爱达荷州波卡特洛以米妮·霍华德医生为首的公民活动家打算在霍尔堡竖立纪念碑，为筹集资金接过墨菲夫妇未竟之业。保险推销员麦高文拿出石山半美元，霍华德等人交口称赞：“好主意，就像这样的硬币！”米克听闻爱达荷州人士的构想后立即投身其中，组建国家级组织俄勒冈小径纪念协会，该组织同样有权订购半美元后销售获利。
1920至1925年间，国会授权发行的纪念币有十二款，许多议员觉得这些硬币的纪念事宜只与地方有关，所以国会从1925年开始倾向不再授权发行纪念币。此时美国纪念币不经政府销售，而是国会在授权法案中指定机构拥有以面值从美国铸币局买下所有硬币，然后自行决定是否加价向公众转售的独家权力。1926年初，已经对不必要纪念币提起警觉的国会否决多款同类提案，纪念事宜包括林肯公路和胜利公路建成，以及美国作曲家史蒂芬·福斯特百年华诞。
1926年1月25日，华盛顿州联邦众议员、前西雅图市长约翰·富兰克林·米勒率先在众议院递交法案，建议授权发行俄勒冈小径纪念半美元。米克是在米勒担任市长期间从皮阿拉普迁居西雅图，当地历史学家伯特·韦伯1986年针对这款纪念币的专著指出：“米勒先生无疑是在以斯拉·米克的影响下提议发行这款硬币”。3月3日，铸币与度量衡委员会召集听证，米克出席作证。委员会回报赞成提议，众议院在同年4月5日通过法案。现场无人反对，只有密歇根州议员路易斯·克拉姆顿提出多个问题，随后便一致同意通过。2013年10月《钱币学家》刊登的文章对此表示：“国会不是米克的对手”。

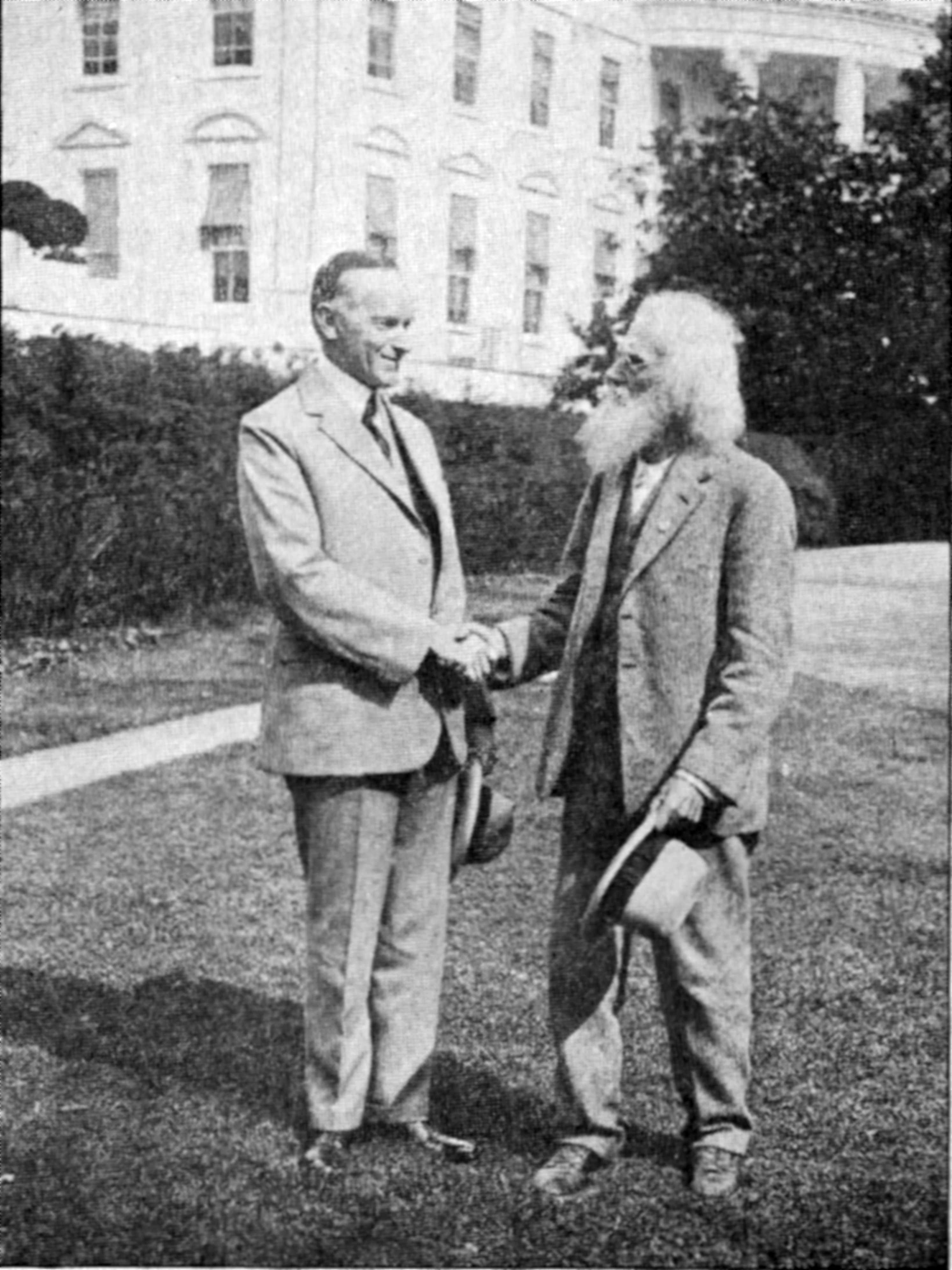
米克与卡尔文·柯立芝总统握手

财政部长安德鲁·W·梅隆以公开信反对再发纪念币，除非对全国都有重大意义。1926年4月26日，95岁高龄的米克来到参议院银行和货币委员会听证现场，说服各委员俄勒冈小径纪念事宜对全美意义重大。俄勒冈小径纪念协会一度考虑修改法案建议发行纪念章，迎合梅隆的要求，但在霍华德的敦促等因素影响下决定坚持要求发行硬币。银行和货币委员会回报时没有表态赞成或反对，但参议院还是在5月10日通过法案。米克接下来又与卡尔文·柯立芝见面确保总统会签署法案。5月17日，柯立芝签署并颁布325号公法，授权发行不超过六百万枚半美元。总统是在白宫草坪的签字仪式上签署法案，米克就在现场，记者还拍下他与总统握手的照片。
法案要求俄勒冈小径纪念协会按面值购买半美元，包括金属模在内的各项成本不得耗费联邦政府开支。六百万发行上限超越石山半美元创下的五百万纪录并保持至今，而且国会没有限制授权时限和生产硬币的铸币分局。安东尼·斯沃泰克与沃尔特·布林合著的美国早期纪念币百科全书推测，法案通过“很可能是因为纪念事宜确有民族主义价值，不只对地方有意义”。钱币经销商兼作家昆汀·戴维·鲍尔斯对此也称：“至少从表面上看理据充足……无疑许多美国公民与那次著名的大迁移有千丝万缕的联系”。

## 准备
米克计划再次沿俄勒冈小径西行，希望半美元尽快投产以便沿途销售。协会起初联系设计1923年门罗主义百年纪念半美元的切斯特·比奇，但他只能帮手绘制草图，没有时间承担全盘设计工作。
协会联络设计石山半美元的格特森·博格勒姆，但他要价太高，需要的时间也太长。对1892至1893年哥伦布半美元小有贡献的乌尔里克·斯通沃尔·杰克逊·邓巴愿意参与，但协会觉得他在全国范围名声不显，不愿意把六百万枚这样的大项目交到他手上。经美国钱币学会推荐，协会转向夫妻档雕塑家詹姆斯·厄尔·弗雷泽与劳拉·加丁·弗雷泽。詹姆斯曾设计野牛镍币，劳拉也曾设计包括格兰特一美元和半美元在内的多款纪念币。协会是在霍华德的坚持下选择弗雷泽夫妇，在她看来，詹姆斯过去涉及西部的作品非常出色，应该能在硬币设计中体现篷车移民的重要意义。根据协会的设计构想，硬币一面是显示俄勒冈小径的地图，另一面是男人引领牛车前进，妻子和婴儿坐在车上。纪念币上没有正式提及米克，但图案中的男子无疑就是他。

## 设计
詹姆斯设计“篷车面”，劳拉设计“印第安人面”并制作两边图案的石膏模型。米克希望硬币尽快投产，敦促劳拉完成制模，劳拉完成石膏模型并于1926年7月30日致信询问应把模型寄到哪里征求美国美术委员会的意见。根据沃伦·盖玛利尔·哈定总统1921年签署的行政命令，该委员会有权对包括硬币在内的各种公共美术品提供设计建议。劳拉把模型的照片发往委员会办事处。1926年8月5日，委员会主席查尔斯·摩尔告知劳拉，不但支持他们夫妇的设计，委员会还把图案装裱起来挂在会议室。为节省时间，石膏模型像以往许多纪念币一样送到纽约奖章用品公司缩制成硬币大小的出币毂，然后送到费城铸币局制作金属模。劳拉的印第安人面石膏模型上还有羅盤玫瑰图案，但发行的硬币上没有，具体原因不明。
詹姆斯设计的篷车面描绘两头牛拉着科内斯托加式篷车西进，前方是巨大的太阳并附灿烂光芒射线。硬币最右侧、篷车后方是设计师姓名首字母缩写；车下是（“俄勒冈小径纪念”）字样，其下有五颗星，但涵义不明，最底部是年份。斯沃泰克和布林认为，五颗星代表昔日先辈经过的州和领地。
劳拉设计的印第安人面主体是印第安人，面朝硬币右侧伸直左臂，美术史学家科尼利厄斯·弗缪尔认为他的手势代表和平。俄勒冈小径纪念协会的构想是美国地图，弗雷泽夫妇决定增加印第安人。据斯沃泰克和布林记载，有评论不无刻薄地宣称，印第安人姿势好像交警在叫“停车！”半美元面世后，1926年11月的《钱币学家》发文，称硬币上的印第安人抬起左手，“好像在警告东部人士路上有多少艰难险阻”。1928年米克去世后，《纽约时报》的讣告也称这款纪念币上的印第安人“站着抬手，制止白人西进”。硬币上的美洲原住民戴有头饰，右手持弓，左肩扛着毯子，图案背景是美国地图和代表小径的线条。图案一直延伸到硬币边缘，右上角能看到哈德森湾。
弗雷泽夫妇的设计广受好评，斯沃泰克与布伦称赞硬币堪称“铸币局史上伟大的艺术成就”。钱币史学家唐·塔克西声称这是“最美丽、最‘美国’的美国硬币。它证明真正的天才哪怕必须经受铸币局现代机械践踏，依然有能力把硬币转变成艺术品。”

## 生产

### 早期

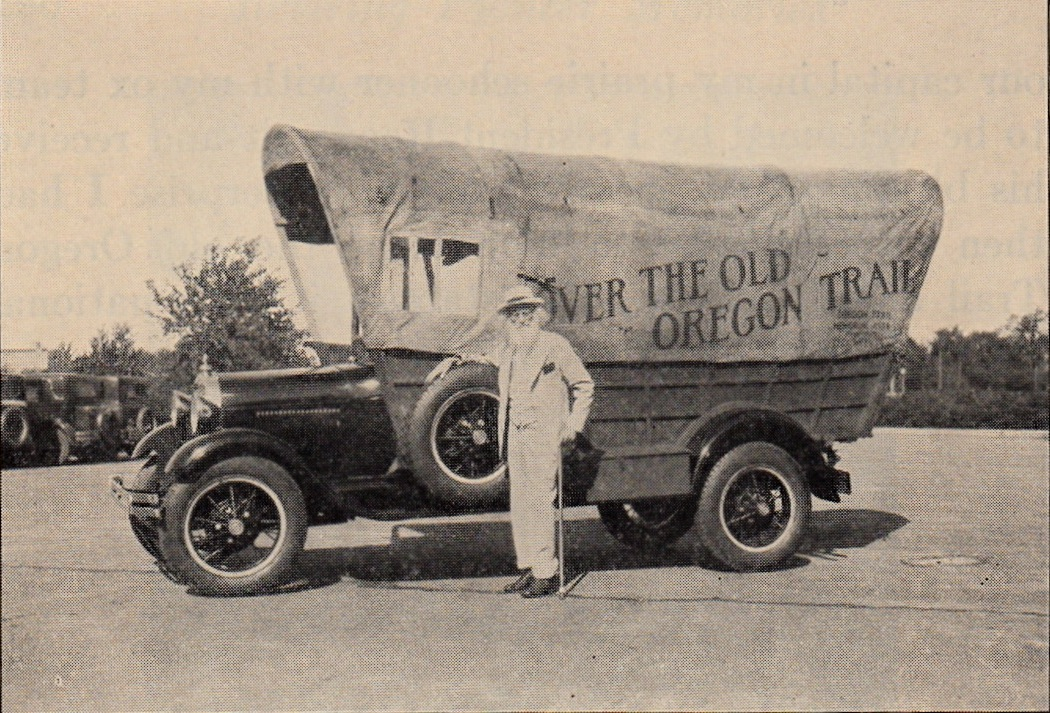
1928年11月，去世前不久的米克在底特律留下照片

据韦伯记载，米克急于半美元早日问世，在生产的最后阶段还反复催促铸币局“快点”。费城分局1926年9月生产48030枚，其中30枚自行保留，等待来年美国化验委员会的年度检验。米克踏上征程，沿途以一美元单价兜售，售价和面值之间的差价即为利润，用来在小径各处竖立历史地标，翻修小径在华盛顿州境内的惠特曼传教站。俄勒冈小径纪念协会后来把1926版半美元称为“以斯拉·米克版”。铸币局出产的第一枚半美元送给米克，如今下落不明；第二枚赠予霍华德，现藏爱达荷州历史博物馆。
首批硬币交货后只有75枚退回铸币局，估计是因为受损或其他质量问题。协会继续订购，旧金山铸币局同年十月到十一月出产十万枚，上有铸币标记，所以这批硬币又称“1926-”版。俄勒冈小径纪念半美元至此成为第一种在多家铸币分局生产的纪念币，鲍尔斯认为此举立下的先例在此后多年滥用严重且愈演愈烈。据斯沃泰克与布林记载，“协会……希望购买1926年费城分局版（即以斯拉·米克版）的收藏爱好者也购买第二版，甚至吸引更多人购买”。事与愿违，只有数千枚很快售完，余下的几万枚一直放在铸币局等待协会付款。1926年12月29日米克在纽约庆祝96岁生日，协会送他96枚俄勒冈小径半美元。

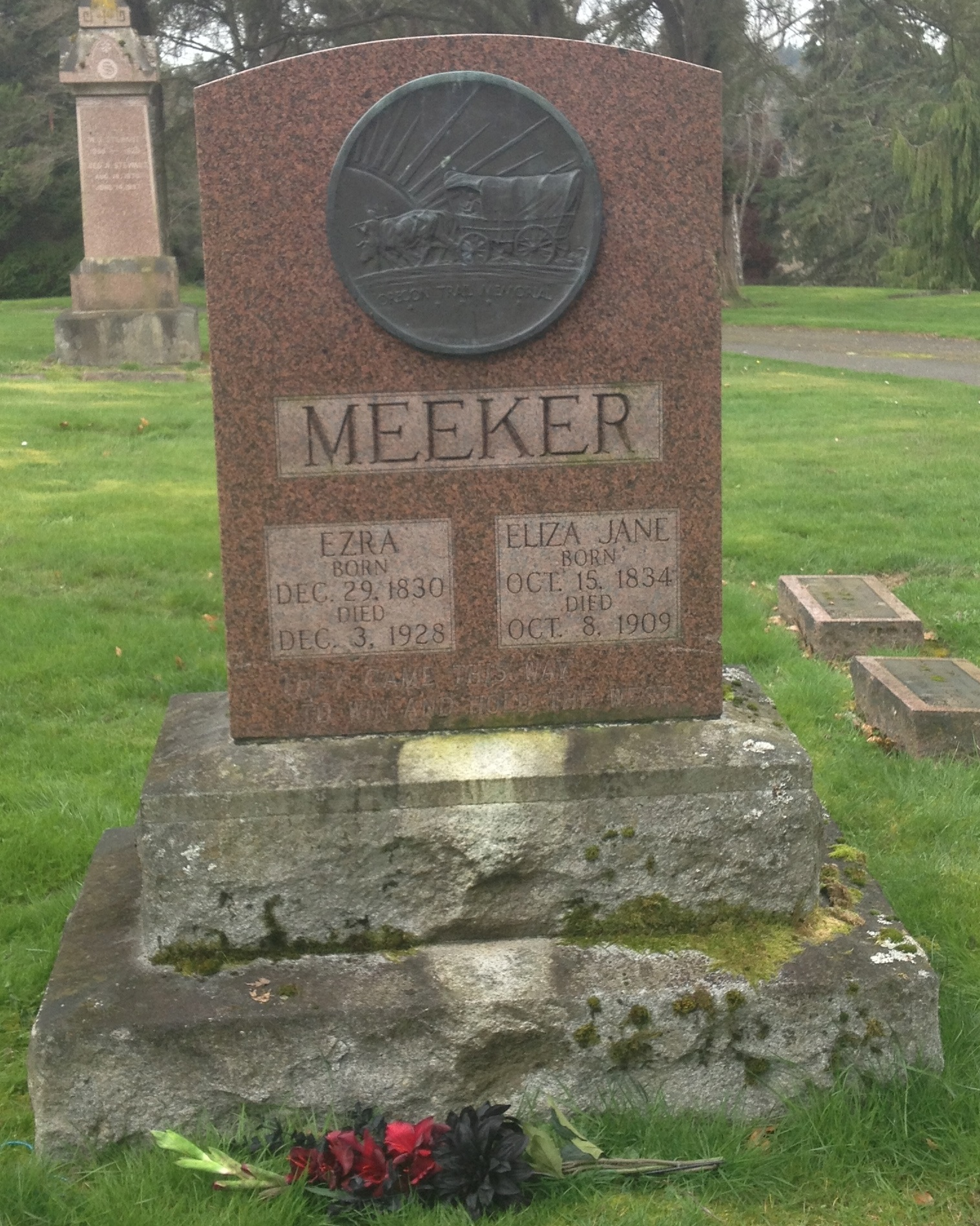
位于华盛顿州皮阿拉普的以斯拉·米克之墓

虽然还有数以万计的1926-版堆在政府库房，但协会又要求投产1927版，主管铸币局的美国财政部以库存积压为由拒绝，但1928年费城分局又生产五万枚。米克的征程继续，1927年12月协会又送他97枚硬币当做生日礼物。米克把半美元带到纽约证券交易所访客走廊，但工作人员拒绝他进入交易大厅。1928年4月，他致信美国钱币协会呼吁收藏爱好者购买1926年的两版半美元。米克还组织全国活动销售硬币，但抵销租赁办事处及其他开支后协会依然亏损一万美元，“看来这位年势已高的开拓先驱不那么擅长和钱打交道”。
1928年，协会为准备再度上路的米克提供卡车，还有资金用来聘请亨利·福特将车顶改装成篷车模样。福特表示，只要米克把车带到位于密歇根州迪尔伯恩的福特汽车厂，他愿意帮忙改造得更加舒适。1928年8月，离开纽约准备再返俄勒冈小径的米克首先朝密歇根州进发，但他抵达时已经生病，差点死在医院。1853年后他每次总统大选都会投票，这年他计划支持商务部长、共和党候选人赫伯特·胡佛，但病情和路程的耽搁导致他好容易回到家时选举日已过，所幸是胡佛入主白宫。同年11月，米克在华盛顿州的家中再度病倒，于12月3日去世，距98岁生日只剩不到一个月。他葬在皮阿拉普的公墓，当年这里就是他和其他先辈共同打造成定居点。米克墓牌上方的黑色圆盘上刻有半美元篷车面图案。

### 再发

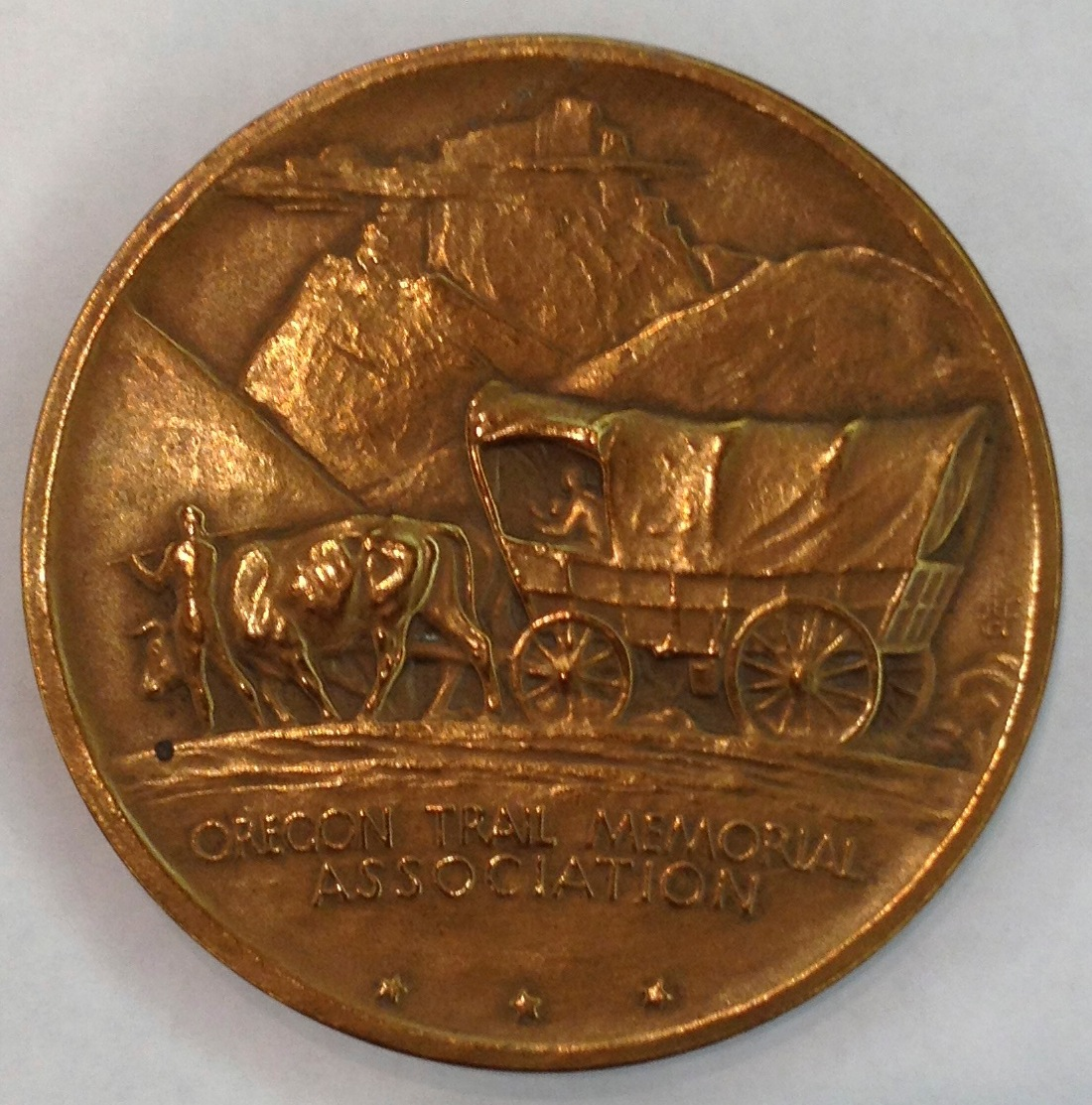
俄勒冈小径纪念协会奖章，送给协会第二任也是末任主席霍华德·德里格斯

米克去世后，协会推举纽约大学英语教育教授霍华德·德里格斯继任主席，同时选出新董事会负责清理米克积欠的债务，库存硬币继续出售。1930年不但是米克百年诞辰，也是第一辆篷车离开圣路易斯开往俄勒冈国的年份，协会促使胡佛总统同意宣告篷车百年纪念活动。协会执行董事洛恩·巴克利是耶鲁大学校友，借助他的人脉，协会于1930年10月在该校推销硬币为小径路标筹资，共售出六百余枚硬币。
大部分1928版半美元出产后多年一直堆在国库，协会后来购买约一千枚向公众销售。政府扣押硬币之举引发钱币收藏界兴趣，《钱币学界》刊登询问硬币情况的读者来信。收藏爱好者向费城分局咨询，代理总监弗雷德·查芬回复硬币就存在该局为协会保存，上标年份1928。1931年协会陷入财政危机一度计划关门，但还是坚持运作，总部从曼哈顿办事处迁至德里格斯位于皇后区贝赛德的家。为宣传需要，协会将1928版称为“杰迪戴亚 史密斯版”。

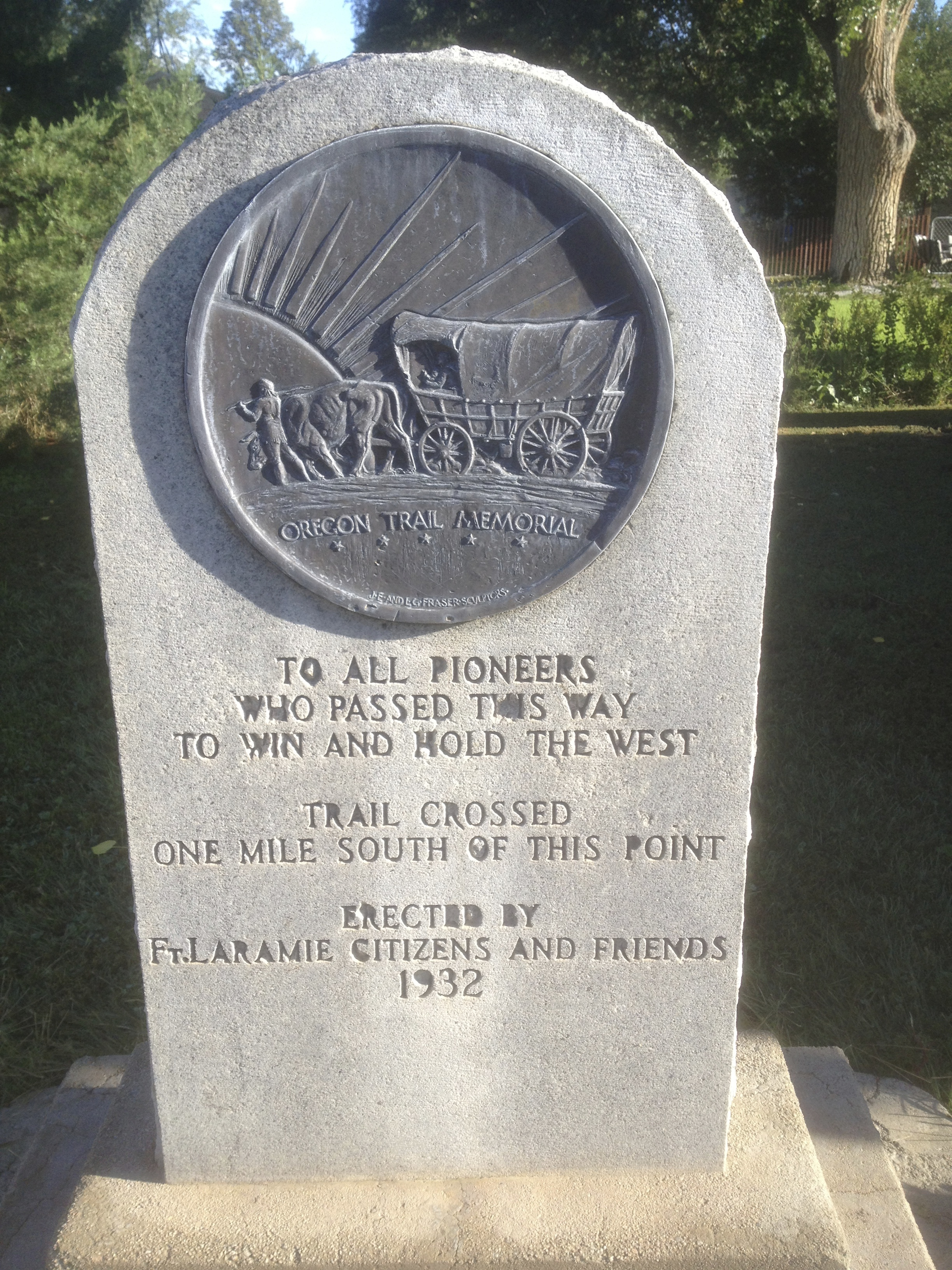
位于怀俄明州拉勒米堡的俄勒冈小径纪念碑

1933年初，德里格斯代表协会先后致信铸币局代理局长玛丽·玛格丽特·奥赖利和财政部长威廉·哈特曼·伍丁，希望继续发行半美元。他想提取五千枚1928版，并在丹佛铸币局新铸五千枚（即“1933-”版），用一万枚1926版半美元交换。五千枚1928版和用于交换的一万枚1926版都在铸币局库房，所以只需直接取出1926版熔毁。政府同意他的要求，安排丹佛分局生产新版，这也是该局首次生产纪念币。
协会委托纽约的斯科特邮票和硬币公司负责推销，该司售出部分1928版。钱币界学者谴责斯科特公司的做法，鲍尔斯称，公司代表韦特·雷蒙德提议熔毁该版大部分硬币人为制造稀缺，而且该司还“想制作更多的品种，利用收藏爱好者集齐套装的渴望牟利。斯科特（公司）还希望新铸1933版俄勒冈小径半美元，计划在这年芝加哥举办的世纪进步国际博览会热卖。”斯沃泰克和布林指出：“只有上天才知道他们到底怎么把的政治手腕，总之俄勒冈小径纪念协会又获许订购1933年丹佛版”在博览会发售。
1933-版共出产5250枚，其中约五枚留待化验委员会检验，之后还有242枚退货熔毁。鲍尔斯认为退货硬币应该不是卖不出，而是有质量问题。协会为这版起名“世纪进步博览会版”，与1928版一样单价两美元。不过，前不久购买至少两枚1926版的客户只需支付1.75美元购买1928版，购买十枚1926版的最少只需1.1美元。
1933-版业绩较好，协会于是又在1934年订购七千枚，也在丹佛生产，称为“霍尔堡、拉勒米堡和贾森·李版”，同样由斯科特公司销售，单价两美元。协会同样没有为新币支付现款，而是用1926-版交换，所以1926-版的发行总量就是十万枚加上55枚化验用币再抵扣1.7万枚1933-和1934-版，余83055枚。
俄勒冈小径纪念币再发在收藏界引发争议，许多硬币俱乐部通过决议反对再发，美国钱币协会主席呼吁纪念币只能由铸币局销售，不交私人组织插手。德里格斯抗议此类决议，决议和他的抗议文件副本都送到联邦当局。德里格斯申请并且已经备好金属模的1935-没有投产，估计很可能就是因为收藏人士的愤怒。但鲍尔斯认为这主要是因为斯科特公司花两年才卖完1934-版。

### 最后几批及停发

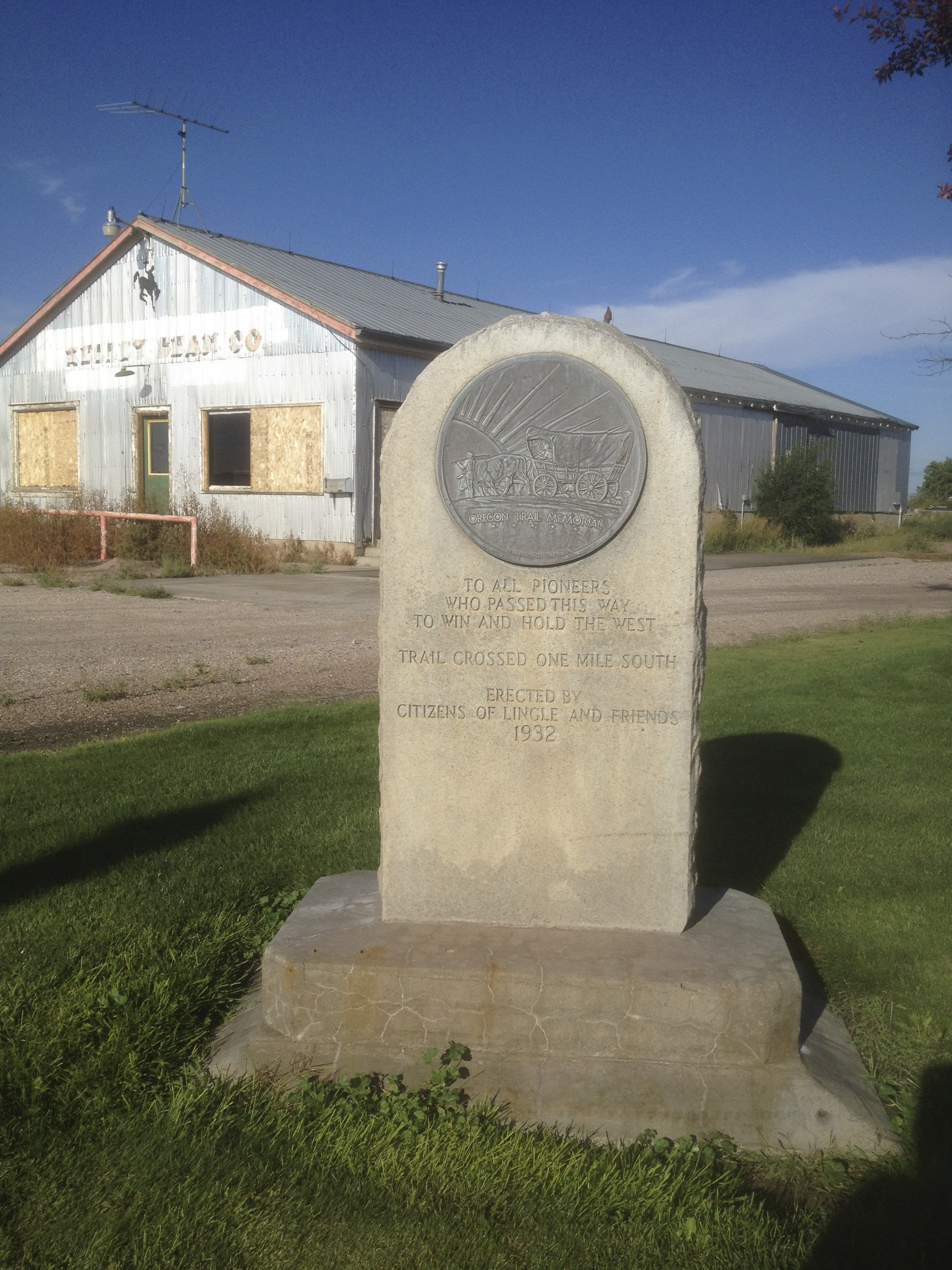
位于怀俄明州林格尔的俄勒冈小径纪念碑

1934年，大量组织和个人开始设法推动国会授权发行少量纪念币，并在不同年份和多家铸币分局生产，以期牟取暴利。1934年国会授权的币种很多，如旨在纪念1936年德克萨斯独立一百周年的德克萨斯百年纪念半美元就是1934至1938年生产，除1934年外，之后每年都在全部三家分局铸造。1935年授权发行的纪念币更多，1936年达到二十余种。自称纪念辛辛那提成为音乐中心五十周年的辛辛那提音乐中心半美元情况非常恶劣，宣称纪念的活动根本不存在。
钱币学家阿利·斯拉伯的美国纪念币主题著作针对20世纪30年代的市场乱象写道：
 除滥发外，这些（指俄勒冈小径纪念币）和后来纪念币的销售手段也很成问题。纪念币浪潮基本是在萧条时期来袭，但硬币溢价却大多高于以往。如果数量不多，就算价格高一点也没什么，但种类繁多的品种导致收藏爱好者成本显著上升，同时还有许多币种只按套销售。硬币发行量基本不高，往往几天便售罄。炒作成风，最开始的成本或许不高，但过不了多久要是你哪天忘记下单，情况就会大不一样……未能从原始供应商手中买到单枚硬币的收藏爱好者只能找投机商，代价水涨船高，很快这就成为常态，价格越来越高。

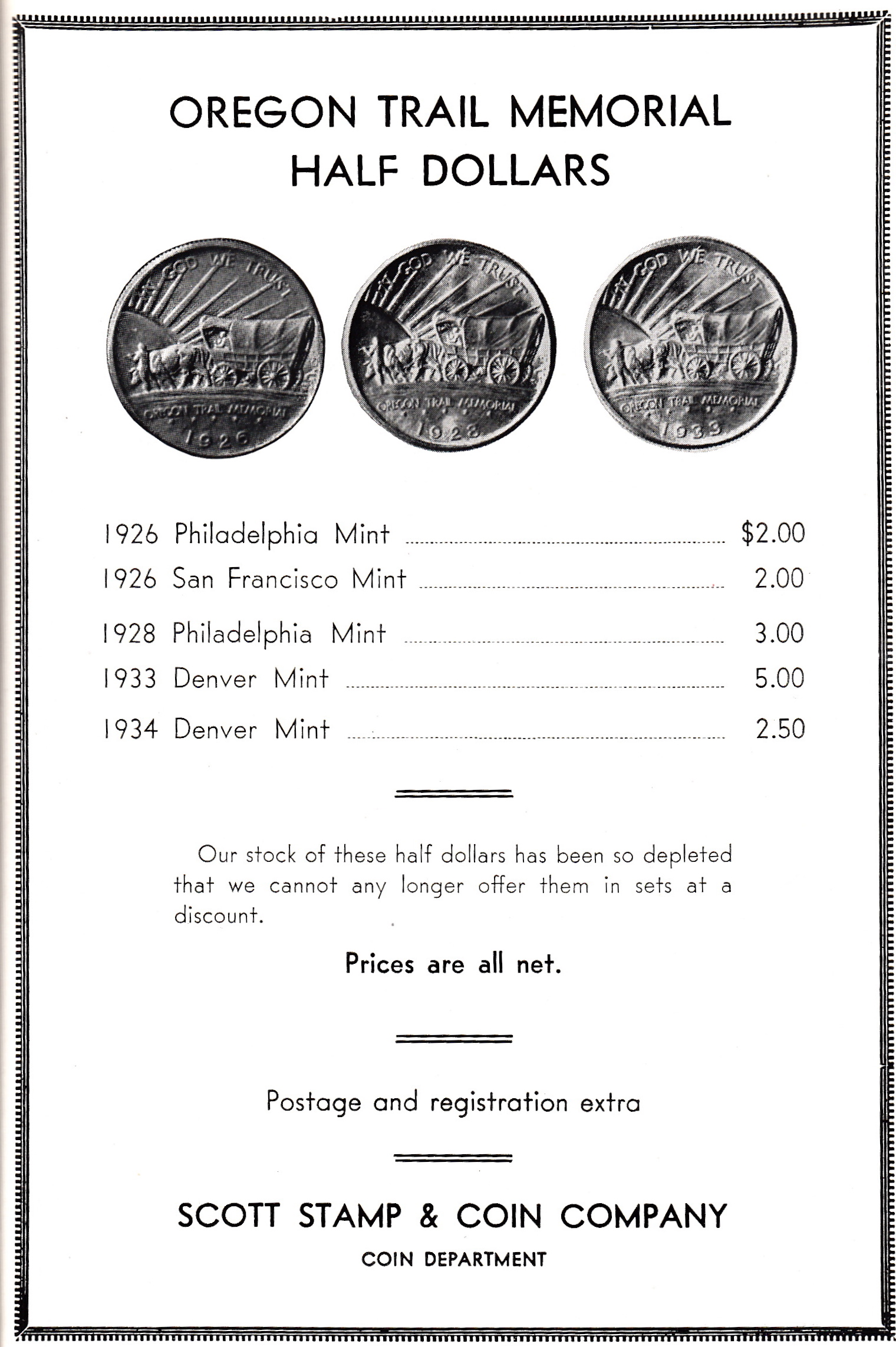
1936年2月斯科特公司销售俄勒冈小径半美元的广告

1935年12月30日，德里格斯致信内莉·泰洛·罗斯出任铸币局局长后继任助理局长位置的奥赖利，希望能在旧金山分局生产五千枚1936-版，庆祝马库斯·惠特曼传教士夫妇抵达瓦拉瓦拉河一百周年。奥赖利和其他官员没有马上答复，德里格斯在1936年3月再度去信，此时又一次代理费城分局总监的查芬回信告知，所需金属模已发往旧金山。出产硬币按德里格斯要求送到纽约的斯科特公司。同年五月，德里格斯要求费城分局生产一万枚，此时美国正处纪念币热潮，新版就在这段时间出售。除斯科特公司外，协会还通过纽约市邮局提供邮购服务，不论1936还是1936-版，初始单价都是1.6美元。铸币局两种版本均多做六枚用于化验。
1936年6月，惠特曼百年庆典负责人赫伯特·韦斯特去信告知德里格斯，国会不同意针对该庆典授权发行纪念币，这在1936年可谓颇不寻常。韦斯特提议德里格斯订购特别版俄勒冈小径半美元，由惠特曼纪念组织负责销售。德里格斯对此不大上心，表示希望韦斯特能在国会取得进展，同时告知铸币局暑期休假，所以应该没法订购什么特别版。最终他同意向惠特曼纪念组织提供一千枚1936-版半美元，但要求售价不能影响自家协会销售，即单价不得低于1.6美元。惠特曼纪念组织接受德里格斯建议的两美元单价，这一千枚得名“惠特曼百年纪念版”或“惠特曼传教版”。费城分局的1936版大多以邮购途径卖出，买家基本是斯科特公司客户。1933至1937年间每种版本都有部分另行保留，交给爱国组织销售。
1937版完全靠协会自行销售，与斯科特公司的合同已经到期。丹佛分局共生产12008枚，其中八枚为化验保留。协会发行的单价依然是1.6美元，这些硬币没有特殊名称。钱币经销商麦克斯·梅尔于1937年表示：“1936年费城铸币局版现在零售价五美元，旧金山铸币局版十美元。这到底要涨成什么样？我实在看不懂。”
美国钱币协会立法委员会主席莱曼·霍夫克：“没有先生。今后一百年他们什么时候想要生产都行，除非以法律制止。”
……
参议员阿尔瓦·亚当斯：“如此说来，只要情况不至太离谱，他们每家铸币分局都生产一部分，还能分别标以不同年份？”
1938版同样没有特殊名称，而且在三家分局都有生产，这在俄勒冈小径半美元中尚属首次。每间分局除化验保留用币外各生产六千枚，协会将三种版本各取一枚组成套装，要价6.25美元。1939年手段依旧但变本加厉，每间分局产量降至三千外加化验保留币，套装售价升至7.5美元。斯沃泰克和布林还指出，这些套装时常被投机商买断，个人收藏爱好者往往要支付两倍甚至三倍高价才能买到一套。硬币销售进展缓慢，协会会计记录表明1938版开售九个月后还有近一半库存。1939版情况类似，全部九千枚截至这年十月共卖出8283枚。愤怒的收藏爱好者致信国会议员和财政部抗议，国会于1939年8月5日采取行动，规定所有1939年3月前授权的纪念币不得再生产。斯沃泰克和格林认为，如果国会一直不干预，“没准儿会出现1980版俄勒冈小径半美元”。
铸币局共生产26万4419枚俄勒冈小径纪念半美元，其中约174枚为化验委员会保留，61317枚熔毁，所以流入市场的共计20万2928枚。俄勒冈小径半美元是发行周期最长的纪念币。根据理查德·约曼2018年豪华版《美国钱币指南手册》记载，最不值钱的1926和1926-版如果成色根据谢尔顿硬币分级标准判定接近未流通级，则价值135美元。1939版只标出套装价值，成色达到出厂级别（未流通）的起价1350美元。

## 影响
1940年，俄勒冈小径纪念委员会与其他组织和人员合并成美国先驱小径协会，新机构的职能范围更广。1942年两家组织的联合财务报表显示仍有7212枚半美元库存。1943年，1936和1937-版还在销售。1943年9月的《钱币学家》刊登来信，声称新机构正以五美元单价出售俄勒冈小径半美元，为购买俄勒冈州木材生产小径路标筹资。信中指出，五美元高价除购买硬币外只能得到所谓的会员名头，同时钱币经销商购买硬币的单价却只有1.5美元。

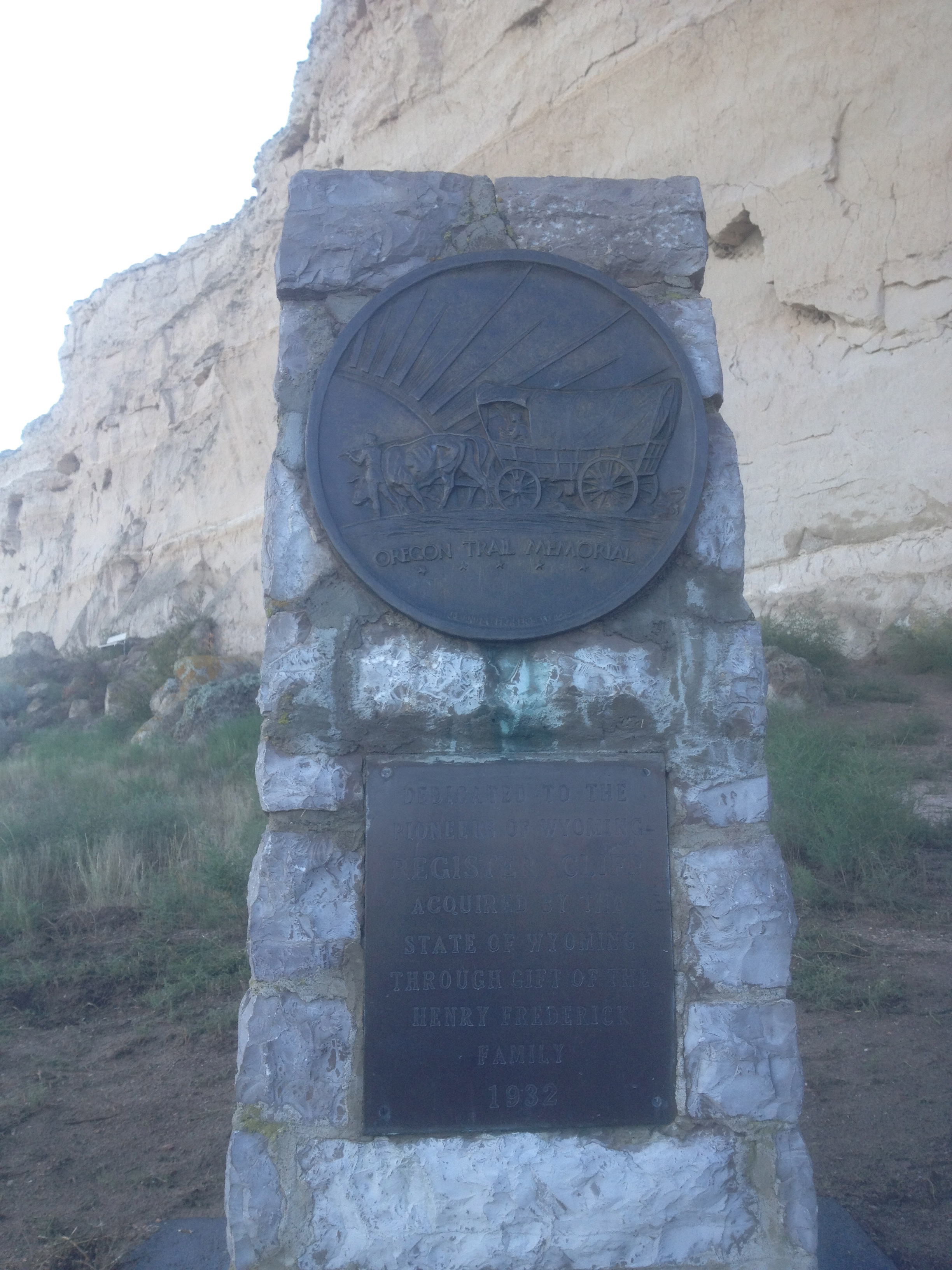
位于怀俄明州里吉斯特峭壁的俄勒冈小径纪念碑，上有硬币设计图案

1947年，米妮·霍华德还在为霍尔堡争取维护资金，爱达荷州联邦参议员亨利·德沃沙克于2月26日递交法案，建议允许继续发行俄勒冈小径半美元，为霍华德的组织筹资。但是，哈里·S·杜鲁门总统不久宣布反对国会递交的各种硬币法案。代理财政部长弗利在反对信中细数俄勒冈小径纪念协会与财政部的过往：“硬币订购后在铸币局生产，然后就一直堆在铸币局”。银行和货币委员会表态反对，德沃沙克的法案未通过。2014年11月《钱币学家》杂志发文称：“经过20世纪40年代的争取，俄勒冈小径半美元从皮阿拉普开始，也在这里结束。”
德里格斯继续领导美国先驱小径协会直到1963年以89岁高龄辞世，只是最后几年工作劲头不及。他保有部分半美元库存，曾于1953年告知铸币局美国先驱小径协会就是过去的俄勒冈小径纪念协会，而且这时还有半美元出售。德里格斯去世后，人们还在他的遗物中发现五十余枚俄勒冈小径半美元。其他组织接过美国先驱小径协会的使命，继续保护小径并修建纪念物。1963年，霍华德的诉求终于迎来回响，皮阿拉普市政府在公园建起霍尔堡的复制品，她在两年后辞世。实际的霍尔堡没有得到开发和保护，只有毫不起眼的路标。
1939至1945年铸币局没有生产纪念币，第二次世界大战结束后国会又开始授权，发行纪念布克·華盛頓和喬治·華盛頓·卡弗的硬币，产量都偏低而且在全部三家分局生产。1954年最后一种纪念币交货后，财政部超过四分之一个世纪没有再支持发行不流通的纪念币，直到1982年才为乔治·华盛顿250周年诞辰破例。华盛顿半美元由铸币局直接销售，利润用于冲减国债。鲍尔斯对此表示：“这次，（生产纪念币）将不将代表私人或地方利益”。
钱币学作家一度对俄勒冈小径纪念协会口诛笔伐，鲍尔斯称俄勒冈小径半美元“美则美矣，但发行过程实在让人厌恶”。斯拉伯表示：“从艺术角度来说这是我最喜欢的纪念币，但道德角度绝对不是”。斯沃泰克与布林指出，协会“无所不用其极地剥削钱币收藏爱好者和公众，最后导致国会不再认可纪念币，而且财政部从此坚决反对任何新币种，不管事项多么值得纪念，不论谁来领导赞助协会都一样”。鲍尔斯甚至声称：“就我所知，发行这种半美元的财政目标，不论是‘挽救老道沿线重要地点免遭遗忘’，还是‘竖立适当的纪念建筑’都没有实现，至少不用是销售硬币的钱来实现”。但是，协会的文献纪录表明情况不至如此不堪。南犹他大学公开德里格斯的文件用于研究后，《钱币学家》在2013年10月发文指出，虽然没有找到协会与斯科特公司的协议纪录，但从已有文献来看，“德里格斯的确想用硬币为标记俄勒冈小径筹资，而不是中饱私囊”。

## 发行量
| 年份 | 铸币标记 | 铸币局 | 发行量 |
| ---- | -------- | ------ | ------ |
| 1926 | 无       | 费城   | 47,955 |
| 1926 |          | 旧金山 | 83,055 |
| 1928 | 无       | 费城   | 6,028  |
| 1933 |          | 丹佛   | 5,008  |
| 1934 |          | 丹佛   | 7,006  |
| 1936 | 无       | 费城   | 10,006 |
| 1936 |          | 旧金山 | 5,006  |
| 1937 |          | 丹佛   | 12,008 |
| 1938 | 无       | 费城   | 6,006  |
| 1938 |          | 丹佛   | 6,005  |
| 1938 |          | 旧金山 | 6,006  |
| 1939 | 无       | 费城   | 3,004  |
| 1939 |          | 丹佛   | 3,004  |
| 1939 |          | 旧金山 | 3,005  |

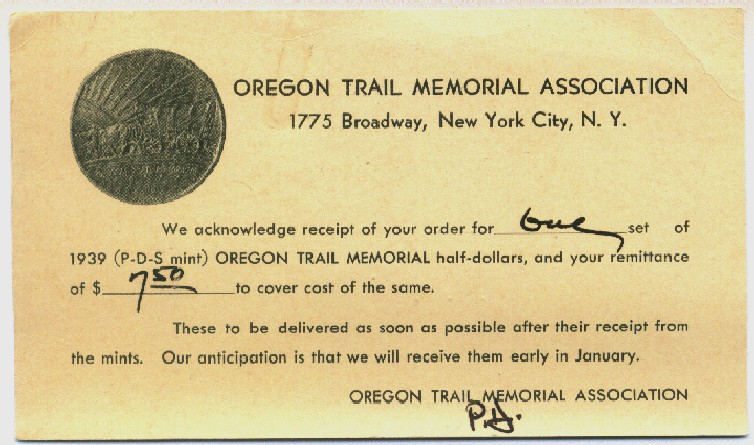
寄给订购1939版半美元套装客户的明信片

每年各分局出产的硬币都有几枚由铸币局保留，等待来年化验委员会的年度检验，上表数字包括保留的硬币。1933年起各产量最后的个位数字便是保留的硬币数量。

### 脚注
1. 1 2  "Meeker departs".
2. 1 2 3 4  New York Times & 1928-12-04.
3. ↑  The Numismatist & November 2014，第33頁.
4. 1 2  The Numismatist & November 2014，第35頁.
5. ↑  The Numismatist & November 2014，第34頁.
6. 1 2  Bowers Encyclopedia, Part 54.
7. ↑  Slabaugh，第79頁.
8. ↑  US Mint.
9. ↑  Webber，第15頁.
10. ↑  Taxay，第118頁.
11. ↑  Webber，第10, 13頁.
12. ↑  Driggs & Meeker，第302頁.
13. 1 2  The Numismatist & November 2014，第34–35頁.
14. ↑  Webber，第16–21頁.
15. ↑  The Numismatist & October 2013，第43頁.
16. ↑  Webber，第21頁.
17. ↑  Webber，第18頁.
18. ↑  Bowers，第80, 88頁.
19. 1 2 3 4  Swiatek & Breen，第181頁.
20. 1 2 3 4  Bowers，第88頁.
21. 1 2 3  Taxay，第122頁.
22. ↑  New York Times & 1926-07-11.
23. 1 2  Taxay，第63, 118頁.
24. ↑  CoinSite.
25. ↑  The Numismatist & November 2014，第36頁.
26. ↑  The Numismatist & November 2014，第36–37頁.
27. ↑  Taxay，第118, 122頁.
28. 1 2 3 4 5 6  Swiatek & Breen，第182頁.
29. 1 2 3  Vermeule，第173頁.
30. 1 2 3  The Numismatist & November 2014，第37頁.
31. ↑  The Numismatist & November 1926.
32. 1 2  Webber，第22頁.
33. 1 2 3 4 5  Swiatek & Breen，第182–183頁.
34. 1 2 3  New York Times & 1928-08-04.
35. 1 2 3 4 5 6 7 8  Bowers Encyclopedia, Part 55.
36. 1 2 3  Bowers，第89頁.
37. 1 2  New York Times & 1927-12-30.
38. ↑  Morning Leader.
39. ↑  Rossman，第889頁.
40. ↑  The Numismatist & October 2013，第44–45, 47頁.
41. ↑  Driggs & Meeker，第299–302頁.
42. ↑  Webber，第49頁.
43. 1 2 3 4  The Numismatist & October 2013，第45頁.
44. ↑  Webber，第29, 35–37, 42頁.
45. ↑  The Numismatist & May 1930.
46. 1 2 3  Slabaugh，第78頁.
47. ↑  Yeoman，第1068頁.
48. ↑  Slabaugh，第77–78頁.
49. ↑  Bowers Encyclopedia, Part 59.
50. 1 2 3 4  Swiatek & Breen，第183頁.
51. ↑  The Numismatist & October 2013，第46頁.
52. ↑  The Numismatist & October 2013，第46–47頁.
53. 1 2 3  Bowers Encyclopedia, Part 56.
54. ↑  Bowers，第12頁.
55. ↑  Bowers，第12–13頁.
56. ↑  The Numismatist & October 2013，第47頁.
57. ↑  The Numismatist & October 2013，第47–48頁.
58. ↑  Bowers Encyclopedia, Part 60.
59. 1 2  Slabaugh，第78–79頁.
60. ↑  The Numismatist & October 2013，第48–49頁.
61. ↑  Webber，第24頁.
62. ↑  Bowers，第87頁.
63. ↑  Yeoman，第1069頁.
64. 1 2 3  The Numismatist & October 2013，第49頁.
65. ↑  The Numismatist & September 1943.
66. 1 2 3 4 5  The Numismatist & November 2014，第38頁.
67. ↑  Webber，第25, 27頁.
68. ↑  Bowers，第14–15頁.
69. ↑  Bowers Encyclopedia, Part 180.
70. ↑  Bowers Encyclopedia, Part 179.
71. ↑  Bowers Encyclopedia, Part 57.

### 书籍
- Bowers, Q. David. . Atlanta, Ga.: Whitman Publishing. 2008. ISBN 978-0-7948-2256-9.
- Driggs, Howard R.; Meeker, Ezra. . Yonkers, N.Y.: World Book Magazine. 1932.
- Slabaugh, Arlie R.  second. Racine, Wis.: Whitman Publishing. 1975. ISBN 978-0-307-09377-6.
- Swiatek, Anthony; Breen, Walter. . New York: Arco Publishing. 1981  [2020-11-20]. ISBN 978-0-668-04765-4.
- Taxay, Don. . New York: Arco Publishing. 1967. ISBN 978-0668015363.
- Vermeule, Cornelius. . Cambridge, Mass.: The Belknap Press of Harvard University Press. 1971  [2020-11-20]. ISBN 978-0-674-62840-3.
- Webber, Bert. . Medford, Ore.: Webb Research Group. 1986. ISBN 0-936738-16-2.
- Yeoman, R.S.  Mega Red 4th. Atlanta, GA: Whitman Publishing, LLC. 2018. ISBN 978-0-7948-4580-3.

### 其他来源
- Bowers, Q. David. . .   [2020-11-20]. （原始内容存档于2019-06-20）.
- Bowers, Q. David. . .   [2020-11-20]. （原始内容存档于2019-06-20）.
- Bowers, Q. David. . .   [2020-11-20]. （原始内容存档于2019-06-20）.
- Bowers, Q. David. . .   [2020-11-20]. （原始内容存档于2019-06-20）.
- Bowers, Q. David. . .   [2020-11-20]. （原始内容存档于2019-06-20）.
- Bowers, Q. David. . .   [2020-11-20]. （原始内容存档于2019-06-20）.
- Bowers, Q. David. . .   [2020-11-20]. （原始内容存档于2019-06-20）.
- Bowers, Q. David. . .   [2020-11-20]. （原始内容存档于2019-06-20）.
- Paula Becker. . HistoryLink.org. The Free Encyclopedia of Washington State History. 2006-07-17  [2020-11-20]. （原始内容存档于2019-12-18）.
- . CoinSite. ROKO Design Group.   [2020-11-20]. （原始内容存档于2020-09-23）.
- Greenbaum, Gary M. . The Numismatist (Colorado Springs, Col.: American Numismatic Association). 2013-10: 42–49.
- Greenbaum, Gary M. . The Numismatist (Colorado Springs, Col.: American Numismatic Association). 2014-11: 32–38.
- . The Morning Leader. 1928-05-05  [2020-11-20]. （原始内容存档于2021-11-28）.
- . The New York Times. 1926-07-11: 24  [2020-11-20]. （原始内容存档于2018-03-10）.
- . The New York Times. 1927-12-30: 7  [2020-11-20]. （原始内容存档于2018-02-24）.
- . The New York Times. 1928-08-04: 7  [2020-11-20]. （原始内容存档于2021-11-11）.
- . The New York Times. 1928-12-04: 27  [2020-11-20]. （原始内容存档于2021-11-11）.
- . The Numismatist (Colorado Springs, Col.: American Numismatic Association). 1926-11: 614–615.
- . The Numismatist (Colorado Springs, Col.: American Numismatic Association). 1930-05: 294–295.
- Bibler, Stephen H. . The Numismatist (Colorado Springs, Col.: American Numismatic Association). 1943-09: 294–295.
- Rossman, Will. . The Numismatist (Colorado Springs, Col.: American Numismatic Association). 1998-08: 887–890.
- . United States Mint. 2017-04-10  [2020-11-19]. （原始内容存档于2020-11-12）.